# Sitovke
Sitovke (lat. Juncaceae), biljna porodica od oko četiristotinjak vrsta u osam priznatih rodova iz reda travolike, koja je raširena po svim kontinentima. Svoje ime dobila je po rodu sita (Juncus), od kojih su kod nas poznate zebrasti i goli sit.
Rod sit s 384 vrste voli blizinu vode, kao što su močvare, potoci i bare, ali i da su sunčana. Većina predstavnika su višegodišnje biljke, a tek nekoliko je jednogodišnjih. Od ostalih rodova to su Luzula sa 141 vrstom; Distichia, 4; Marsippospermum 4; Oxychloe 5; Patosia, 1 (Patosia clandestina); i Rostkovia 2.
Biljke ove porodice sadržavaju silicijev dioksid, SiO2, pa nisu dobre za krmivo. Svježa gola sita (Juncus effusus) koja se u Japanu naziva igusa, koristila se za tkanje tatami prostirki, a u srednjovjekovnoj Europi su se s njome prostirali zemljani podovi. Od osušene srčike izrađivale su se siromašne svijeće koje su davale žmirkavu svjetlost.

## Rodovi i broj vrsta
1. Distichia Nees & Meyen, 3
2. Juncus L., 332
3. Luzula DC., 123
4. Marsippospermum Desv., 4
5. Oreojuncus Záv.Drábk. & Kirschner, 2
6. Oxychloe Phil., 5
7. Patosia Buchenau, 1
8. Rostkovia Desv., 2

## Galerija
- Marsippospermum gracile
- Juncus balticus
- Juncus alpinoarticulatus
- izrada tatami prostirki u Japanu
- siromašna svijeća od site
- Patosia clandestina